# Hugin és Munin

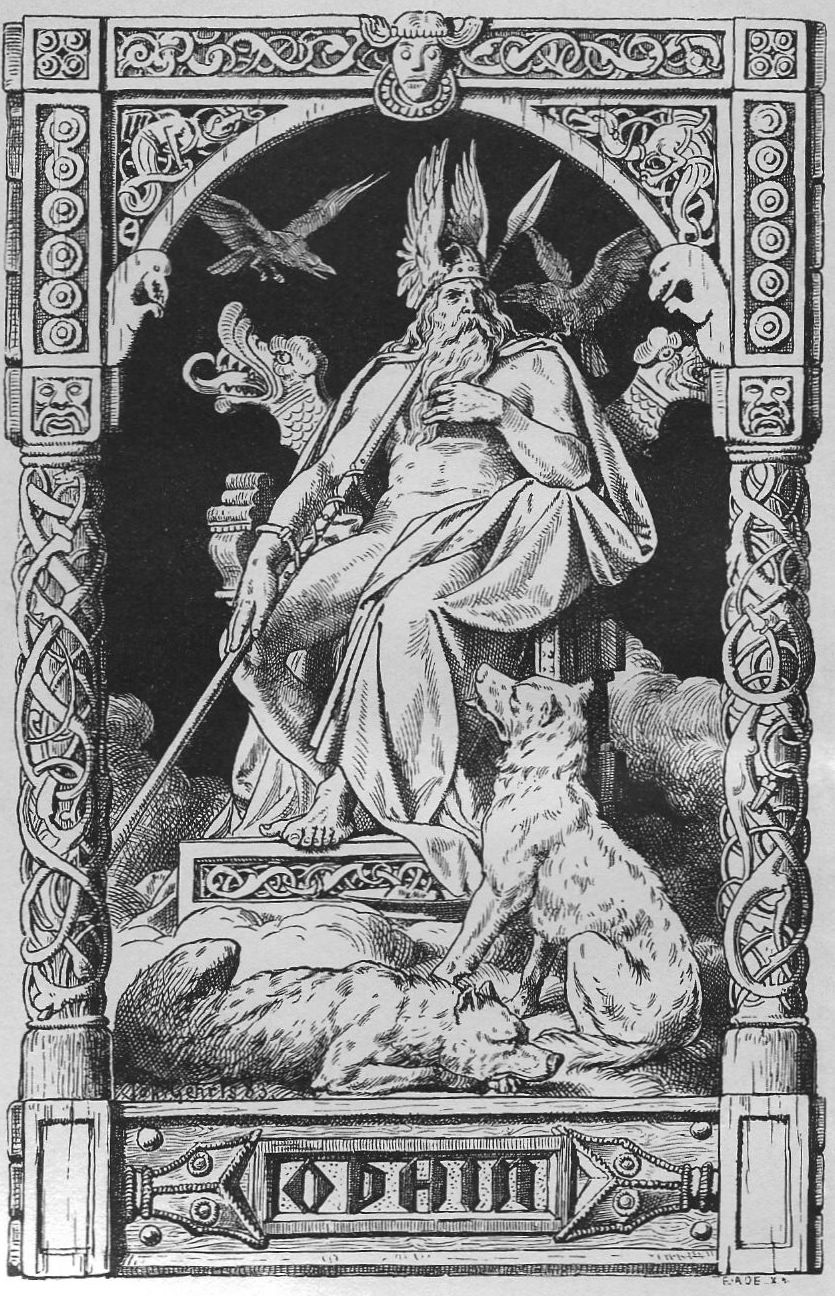
Odin hollóival és farkasaival

Hugin és Munin két fekete holló, Odin, az északi isten segítői. Minden nap hajnalban útra kelnek, hogy körberepülve a földet híreket gyűjtsenek Odinnak. Estére visszaérvén rátelepszenek Odin vállára, és a fülébe suttogják amit megtudtak. Hugin a „gondolkodó”, Munin pedig az „emlékező”.
A Munin szó gyökerei az óészaki emlékezet szóig vezethetőek vissza. E hollóknak köszönhetően nevezték később Odint holló-istennek is.
Idézet az Edda, Grímnir-énekből:
Elme és Emlékezet

nap mint nap felderíti

a földi tájakat;

aggódom, nem tér majd

vissza egyszer az Elme,

bár Emlékezetért

szívem még szorongóbb.

## Fordítás
Ez a szócikk részben vagy egészben  a   Hugin and Munin című angol Wikipédia-szócikk fordításán alapul.  Az eredeti cikk szerkesztőit annak laptörténete sorolja fel. Ez a jelzés csupán a megfogalmazás eredetét és a szerzői jogokat jelzi, nem szolgál a cikkben szereplő információk forrásmegjelöléseként.